# Michael Shanks (skådespelare)
Michael Garrett Shanks (född 15 december 1970 i Vancouver, British Columbia) är en kanadensisk skådespelare. 
Shanks är mest känd för sin roll som Dr Daniel Jackson i den amerikanska TV-serien Stargate SG-1.
Shanks är sedan augusti 2003 gift med den kanadensiska skådespelerskan Lexa Doig. De träffades under inspelningen av TV-serien Andromeda.

## Filmografi

### FILM
- Suspicious River
- Arctic Blast
- Mr Fortune's Smile
- Suddenly Naked
- SF Seeks (not released)
- Sumuru
- Mega Snake
- Judicial Indiscretion
- Stargate: The Ark of Truth
- Stargate: Continuum
- Red Riding Hood
- Tactical Force (formerly Hangar 14)
- The Pastor's Wife
- Elysium
- 13 Eerie
- The Bouquet

### Regissör
- Stargate SG-1
- Saving Hop

### TV
- A Family Divided
- The Call Of The Wild: Dog Of The Yukon
- Stargate SG-1
- Escape from Mars
- The Artist's Circle
- All Around the Town
- Door to Door
- Swarmed
- Under the Mistletoe
- Mega Snake
- 24
- Stargate: The Ark of Truth
- Stargate: Continuum
- The Lost Treasure of The Grand Canyon
- Desperate Escape
- Burn Notice
- Living Out Loud
- Arctic Blast
- Tower Prep
- Smallville
- Supernatural
- Tactical Force
- Faces in the Crowd
- Flashpoint
- The Pastor's Wife
- Christmas Lodge
- Saving Hope
- Mr. Hockey: The Gordie Howe Story
- Hearts of Spring